# Lourdesgrot (Koningsbosch)
De Lourdesgrot is een religieus bouwwerk in Koningsbosch in de Nederlandse gemeente Echt-Susteren. De Lourdesgrot staat in het kloosterpark achter het Klooster van de Liefdezusters van het Kostbaar Bloed.
De grot is gewijd aan de heilige Maria, specifiek aan Onze-Lieve-Vrouw van Lourdes.

## Geschiedenis
In 1905 werd de Lourdesgrot in de kloostertuin van het klooster van de Liefdezusters van het Kostbaar Bloed gebouwd.
In 1975 werd de grot dichtgemetseld nadat de grot ten prooi gevallen was aan vandalisme.
In 2002 werd het bouwwerk opgenomen in het rijksmonumentenregister.

## Bouwwerk
Het bouwwerk imiteert de Grot van Massabielle in Lourdes en is opgetrokken met rotseerwerk van gesinterde steen, cement en lavasteen met diverse druipsteeneffecten. In de hoge rotsspleet stond vroeger een Mariabeeld. Aan de achterzijde heeft de grot een uitstulping; dit betrof waarschijnlijk een overwelfde binnenruimte. Van binnen kreeg de grot licht door lichtopeningen waarin gekleurd glas was aangebracht en was er een voorstelling te zien van drie slapende apostelen in het Hof van Olijven.